# Colonia Manuel González
Colonia Manuel González era una población del estado mexicano de Veracruz de Ignacio de la Llave, que actualmente es cabecera del municipio de Zentla. Fue creada en 1882 por emigrantes italianos originarios del Trentino.

## Historia
La colonización italiana del siglo XIX fue sin duda el suceso más relevante en el desarrollo histórico, político, demográfico y económico del municipio de Zentla. Entre otras consecuencias, trajo el asentamiento, en el territorio municipal, de centenares de colonos italianos originarios del Trentino, con el consiguiente incremento demográfico (poblacional) del territorio y la fundación de varios centros de población, entre ellos "la colonia Manuel González" (año 1882). Sucesivamente acaeció el posterior traslado de la cabecera municipal al mismo sitio (en 1895).

Para la fundación de la Manuel González llegaron, el 19 de octubre de 1881, a bordo del vapor Atlántico, 428 inmigrantes (italianos) repartidos en 88 familias. El 25 de febrero del año siguiente los colonos originales se vieron incrementados con una parte (56) de 1,523 inmigrantes, que llegaron a Veracruz a bordo del vapor México, y en octubre del mismo año /1882) con otros 19 traídos por el citado vapor Atlántico en un segundo viaje. En total, el número original de colonos (italianos) fue de 503.

A partir del siglo XX la colonia empezó a ser renombrada oficialmente con el nombre "Zentla".
Desde entonces Zentla ha sido una de las 4 localidades mexicanas donde se ha mantenido una comunidad italiana, y muchas veces en la región ha sido llamada "la colonia". Zentla ha crecido enriqueciéndose con su agricultura, hasta llegar a los casi 12000 habitantes del 2010. Más de la tercera parte de sus habitantes son de origen italiano, aunque casi ninguno habla el italiano o sus dialectos.
En 2009 se ha inaugurado un monumento (hecho por artistas italianos) al "León veneciano de San Marcos" en una plaza dedicada a la colonia italiana en Zentla, por parte de autoridades italianas y mexicanas.